# Wybory parlamentarne w Mali w 2013 roku
Wybory parlamentarne w Mali w 2013 roku odbyły się w dniach 24 listopada oraz 15 grudnia 2013. Pierwotnie miały się odbyć w 2012, jednak zostały odroczone ze względu na tocząca się w Mali wojnę domową. Wybory wygrała partia prezydenta Ibrahima Boubacara Keïty - Zgromadzenie na rzecz Mali, która w Zgromadzeniu Narodowym zdobyła 61 miejsc ze 160 miejsc.
Były to przeniesione wybory po zamachu stanu z 2012 i wieloetapowej wojnie domowej, którą zakończyła interwencja francuska. W międzyczasie w lipcu i sierpniu 2013 przeprowadzono wybory prezydenckie.
Same wybory parlamentarne odbyły się bez większych zakłóceń. Podczas pierwszej tury głosowania w miastach Gao i Goundam w lokalach wyborczych skradziono karty do głosowania wykazał, natomiast w Kidalu rzucano kamieniami w przybyłych na głosowanie ludzi.

## Wyniki wyborów parlamentarnych
| Zgromadzenie na rzecz Mali (RPM)                                                                                   | 8  | 53  | —  | 61  |
| Unia na Rzecz Republiki i Demokracji (URD)                                                                         | 6  | 12  | —  | 18  |
| Alians dla Demokracji w Mali - Panafrykańska Partia na rzecz Wolności, Solidarności i Sprawiedliwości (ADEMA-PASJ) | 2  | 18  | —  | 20  |
| Alternatywne Siły na Recz Odnowy i Pojednania (Fare Anka)                                                          |    | 5   | —  | 5   |
| Konwergencja na Rzecz Rozwoju Mali (CODEM)                                                                         |    | 5   | —  | 5   |
| Narodowy Kongres na Rzecz Ludowej Inicjatywy (CNID)                                                                |    | 4   | —  | 4   |
| Afrykańska Solidarność na Rzecz Demokracji i Niepodległości (SADI)                                                 |    | 4   | —  | 4   |
| Sojusz na Rzecz Solidarności Mali                                                                                  |    | 4   | —  | 4   |
| Partia Odrodzenia Narodowego (PARENA)                                                                              |    | 3   | —  | 3   |
| Yelema |    | 2   | —  | 2   |
| Niezależni |    | 16  | —  | 16  |
| Reprezentacja Malijczyków żyjących za granicą                                                                      |    |     | 13 | 13  |
| Łącznie (frekwencja 38.5% w I turze i 37% w II turze)                                                              | 16 | 131 | 13 | 160 |
| Source: Reuters, Reuters, Business Ghana                                                                           |    |     |    |     |

Po skorygowaniu wyników przez Sąd Najwyższy z 31 grudnia 2013, Zgromadzenie na rzecz Mali uzyskało pięć dodatkowych mandatów, posiadając tym samym 66 miejsc w parlamencie. 22 stycznia 2014, Issaka Sidibé z rządzącej partii, został przewodniczący parlamentu.